# Francisco de São Jerônimo
Francisco de São Jerônimo de Andrade CSJE (Lisboa, 1638 — Rio de Janeiro, 7 de março de 1721) foi um religioso católico português, bispo do Rio de Janeiro de 8 de agosto de 1701 até sua morte.

## Biografia
Dom Francisco era cônego secular da Congregação de São João Evangelista, nomeado por Pedro II de Portugal, em dezembro de 1700, e sagrado um ano depois no convento de Santo Elói. Foi confirmado bispo pelo papa Clemente XI, por bula de 6 de agosto de 1701. Foi sagrado em 27 de dezembro de 1701, pelo bispo de Viseu, Dom Jerónimo Soares.
Chegou ao Rio de Janeiro em 8 de junho de 1702.
Organizador da Inquisição em Portugal e no Brasil, iniciou a sua carreira como qualificador do Santo Ofício em Évora, em que foi um activo perseguidor dos judeus.
Como bispo do Rio de Janeiro, foi um dos responsáveis pelo incremento das actividades de perseguição aos judeus, que no Brasil atingiram o seu auge no início do século XVIII.
Entre 1704 e 1705 foi co-governador da capitania do Rio de Janeiro.
Estabeleceu-se no Palácio da Conceição, em cuja capela foi sepultado. Tinha fama de Santo entre os cariocas seus contemporâneos.